# Егберт II Молодший
Егберт II Молодший (нім. Ekbert II;  бл. 1059/1061 —  3 липня 1090) — граф Брауншвейга і Дерлінгау з 1068 року, маркграф Фрісландії (1068—1086 рр.), маркграф Майсена (1068—1089) рр., син маркграфа Егберта I та Ірмгарди Туринської, молодший брат Гертруди Брауншвейзької.
У 1086 році у нього відібрано маркграфство Фризландське, яке було підпорядковано єпископу Утрехтському, а 1089 року Майсенське маркграфство повернуто до роду Веттінів (новим маркграфом став Генріх I). 1090 року Брауншвейзьке графство  успадкували його сестра Гертруда і її чоловік Генріх фон Нортгайм.